# Enciklopedijski članak
Enciklopedijski članak je osnovni element enciklopedijskog djela, prozni tekst koji objašnjava neki pojam. Preciznije, enciklopedički članak na leksikografski dotjeran način; obično abecednim redom, prema ključnim riječima (natuknicama, odredicama) donosi i objašnjava pojmove, događaje, osobe i znanja općenito.  Nastaje podjelom znanja na manje dijelove. Članci se obično nižu metodičkim slijedom - abecednim redanjem, sustavnim redanjem ili kronološkim redanjem. Dodjeljivanjem uputnica uspostavlja se veza među člancima.

### Vrste enciklopedičkih članaka
1. leksikonski, dužina teksta do 10 redaka
2. enciklopedijski, dužina teksta od 10 do 5000 redaka, dijele se na:
  - Veliki pregledni članci (Hrvati; Njemačka i sl.) do 5000 redaka
  - Veliki članci (filozofija, renesansa, brodogradnja) 100 do 500 redaka;
  - Značajni pregledni članci (leksikografija) 40 do 100 redaka;
  - Pregledni članci (enciklopedijski rječnik) 20 do 40 redaka;
  - Članci niže obavijesne razine (uputnica); 10 do 20 redaka;
  - Mali članci, do 10 redaka
3. makropedijski, sastoji se od više desetaka tisuća redaka

### Dijelovi encikopedičkog članka
Svaki enciklopedički članak se sastoji od sljedećih dijelova: glave članka (lema ili deskriptor), definicije, teksta, uputnice, ilustracija, popisa literature i raznih poveznica. Enciklopedički članak je strukturiran slično kao i leksikorafski članak, samo što osim podataka iznosi i druga objašnjenja ili analize.